# Сотириос Котас
Сотир Константинов (Котев) Саров, известен като Сотириос Константину Котас (на гръцки: Σωτήριος Κωνσταντίνου Κώττας), е гръцки военен, генерал-лейтенант, андартски капитан, деец на гръцката въоръжена пропаганда в Македония.

## Биография
Сотир е роден на 10 март 1894 година в костурското село Руля, разположено в областта Кореща. Син е на видния гъркомански андартски капитан Коте Христов. След смъртта на Коте, в 1911 година Сотир започва да учи във военно училище на разноски на гръцката държава, като син на загинал андартски капитан. В 1912 година напуска без да завърши военното училище и действа като андартски капитан в Преспанско.
Сотириос е повишен в чин лейтенант на 21 май 1916 година. Участва в Първата световна война и в Малоазийската кампания. Между войните е командир на артилерийски полк в Солун. Взима участие и във Втората световна война. Награден е с военни отличия.
Умира на 20 януари 1971 година в Атина.